# Phagpa-Schrift
| Tibetische Bezeichnung                 |
| -------------------------------------- |
| Tibetische Schrift: ཧོར་ཡིག་གསར་པ་       |
| Wylie-Transliteration: hor yig gsar pa |
| Chinesische Bezeichnung                |
| Vereinfacht: 蒙古新字                  |
| Pinyin:Menggu xinzi                    |

Die Phagpa-Schrift, auch Phagspa-Schrift, ist eine Buchstabenschrift vom Abugida-Typ. Sie wurde während der Yuan-Dynastie von Chögyel Phagpa Lodrö Gyeltshen erfunden und sollte alle Sprachen des mongolischen Weltreiches darstellen. Sie kam nach dem Fall der Yuan-Dynastie größtenteils außer Gebrauch, wird aber in veränderter Form in Tibet bis heute verwendet.

## Geschichte
Im Jahre 1260 beauftragte der Herrscher des mongolischen Reiches Kublai Khan (1215–1294) den tibetischen Geistlichen Chögyel Phagpa Lodrö Gyeltshen mit der Ausarbeitung einer neuen Schrift. Sie sollte die mongolische Schrift ersetzen und dabei nicht nur das Mongolische, sondern auch die anderen Sprachen des mongolischen Reiches darstellen: das Chinesische, das Tibetische und das Uigurische. Diese im Jahr 1269 entstandene Silbenschrift (Abugida) wird nach ihrem Erfinder „Phagpa-Schrift“ oder nach ihrer Form „Quadratschrift“ (ᠳᠥᠷᠪᠥᠯᠵᠢᠨ ᠪᠢᠴᠢᠭ᠌ / дөрвөлжин бичиг) genannt. Sie basierte zwar auf der tibetischen Schrift, wurde aber nach dem Vorbild der mongolischen Schrift von oben nach unten geschrieben.
Obwohl vom Herrscher unter anderem die Schulbildung in der neuen Schrift veranlasst wurde, konnte sie sich in der Bevölkerung kaum durchsetzen. Ihr Gebrauch war hauptsächlich auf offizielle Dokumente beschränkt, die meisten Menschen verwendeten weiterhin ihre angestammte Schrift. Nach dem Untergang der Yuan-Dynastie im Jahre 1368 wurde die Schrift wieder aus dem offiziellen Gebrauch entfernt.
Jedoch verschwand die Phagpa-Schrift nie vollständig. Sie wird in Tibet weiterhin als Siegelschrift, für Aufschriften an den Wänden tibetischer Klöster und für Aufschriften auf Münzen benutzt.

## Schriftschnitte
Es lassen sich drei verschiedene Schriftschnitte der Phagpa-Schrift belegen.
Die Standard-Schrift wurde hauptsächlich in gedruckten Werken wie Manuskripten verwendet. Sie zeichnet sich durch relativ runde Formen aus. Neben ihr gab es auch die Siegelschrift. Sie ist im Gegensatz zur Standard-Schrift vollkommen eckig und das Schriftbild ähnelt daher einem Labyrinth. Sie wurde hauptsächlich auf offiziellen Siegeln verwendet.
Der heute in Tibet gebräuchliche Schriftschnitt hat sich aus der Siegelschrift entwickelt, wird aber generell als Standardschrift verwendet, sowohl für Siegel als auch auf gedruckten Werken.

## Korpus
Da die Phagpa-Schrift von der Bevölkerung nicht angenommen wurde, beschränkt sich das vorhandene Korpus aus der Zeit der Yuan-Dynastie meist auf offizielle Dokumente.
Die meisten Texte in Phagpa-Schrift sind auf Chinesisch geschrieben, wobei meistens der Text biskriptal in chinesischen Schriftzeichen und in Phagpa-Schrift geschrieben wurde. Es handelt sich hier größtenteils um kaiserliche Edikte, Banknoten, Münzen und Siegel. Zu den wichtigsten Werken in Phagpa-Schrift zählt unter anderem das 蒙古字韻 Mĕnggŭ Zìyùn, ein Reimwörterbuch für 9.000 chinesische Schriftzeichen, welches als Umschrift die Phagpa-Schrift verwendet. Auch für das Mongolische lassen sich Texte in Phagpa-Schrift vorfinden, wobei es sich hier wieder vorwiegend um offizielle Dokumente handelt. Phagpa-Texte auf Tibetisch oder Uigurisch aus der Zeit der Yuan-Dynastie sind hingegen äußerst rar.

## Funktionsprinzip
Wie in der tibetischen Schrift handelt es sich bei der Phagpa-Schrift um eine sogenannte Abugida. Das heißt, dass alle Konsonanten den inhärenten Vokal a haben. Dieser lässt sich durch Vokalzeichen ändern, die stets nach dem entsprechenden Konsonanten geschrieben werden. Die Vokalzeichen außer a haben verschiedene Formen je nachdem, ob sie am Anfang stehen oder auf einen Konsonanten folgen.
Die Phagpa-Schrift wird wie die mongolische Schrift von oben nach unten in Spalten von links nach rechts geschrieben. Die Zeichen verbinden sich wie in der mongolischen Schrift miteinander. Die Zeichen der Phagpa-Schrift werden zu Wörtern zusammengefasst, die durch ein Leerzeichen voneinander getrennt werden.

## Grundlegendes Zeicheninventar

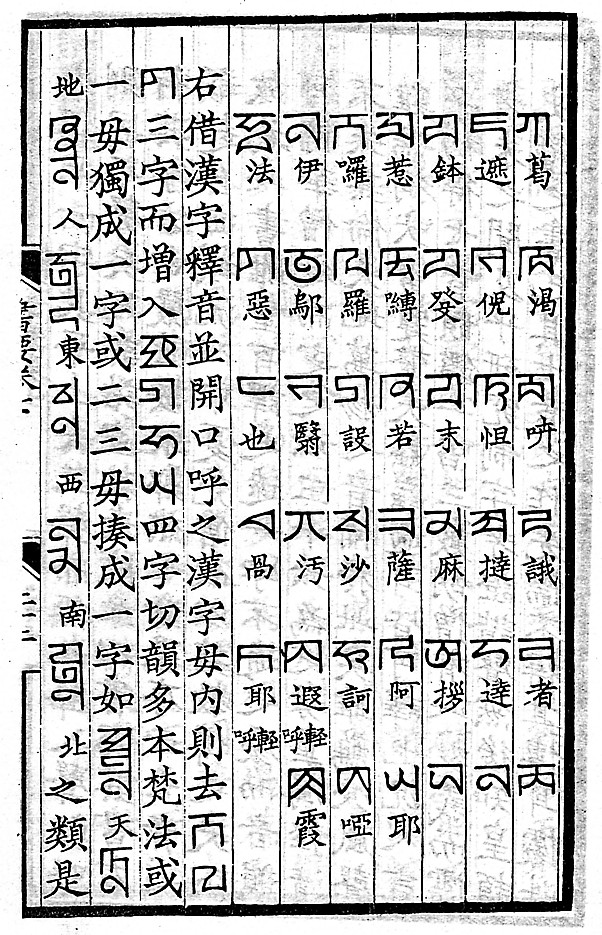
Zeichentabelle aus dem Shūshĭ Huìyào

Das grundlegende Zeicheninventar, bestehend aus 41 Zeichen, wird in zeitgenössischen Werken wie dem 書史會要 Shūshĭ Huìyào beschrieben. Diese bestehen aus 34 Konsonanten, fünf Vokalzeichen sowie zwei Zeichen für Konsonanten, die in der Mitte einer Silbe vorkommen. In der folgenden Tabelle wird der inhärente Vokal a ausgelassen, der normalerweise bei allen Konsonanten vorhanden ist.
| Zeichen | Transliteration | Lautwert                 |
| ------- | --------------- | ------------------------ |
| ꡀ       | k               | [⁠k⁠]                      |
| ꡁ       | kh              | [kʰ]                     |
| ꡂ       | g               | [⁠g⁠]                      |
| ꡃ       | ng              | [⁠ŋ⁠]                      |
| ꡄ       | c               | [tɕ]                     |
| ꡅ       | ch              | [tɕʰ]                    |
| ꡆ       | j               | [dʑ]                     |
| ꡇ       | ny              | [⁠ɲ⁠]                      |
| ꡈ       | t               | [⁠t⁠]                      |
| ꡉ       | th              | [tʰ]                     |
| ꡊ       | d               | [⁠d⁠]                      |
| ꡋ       | n               | [⁠n⁠]                      |
| ꡌ       | p               | [⁠p⁠]                      |
| ꡍ       | ph              | [pʰ]                     |
| ꡎ       | b               | [⁠b⁠]                      |
| ꡏ       | m               | [⁠m⁠]                      |
| ꡐ       | ts              | [⁠ts⁠]                     |
| ꡑ       | tsh             | [tsʰ]                    |
| ꡒ       | dz              | [⁠dz⁠]                     |
| ꡓ       | w               | [⁠v⁠]                      |
| ꡔ       | zh              | [⁠ʑ⁠]                      |
| ꡕ       | z               | [⁠z⁠]                      |
| ꡖ       | -               | —                        |
| ꡗ       | y               | [⁠j⁠]                      |
| ꡘ       | r               | [⁠r⁠]                      |
| ꡙ       | l               | [⁠l⁠]                      |
| ꡚ       | sh              | [⁠ɕ⁠]                      |
| ꡛ       | s               | [⁠s⁠]                      |
| ꡜ       | h               | [⁠h⁠]                      |
| ꡝ       | '               | —                        |
| ꡞ       | i               | [⁠i⁠]                      |
| ꡟ       | u               | [⁠u⁠]                      |
| ꡠ       | e               | [⁠ɛ⁠]                      |
| ꡡ       | o               | [⁠o⁠]                      |
| ꡢ       | q               | [⁠q⁠]                      |
| ꡣ       | x               | [⁠x⁠]                      |
| ꡤ       | f               | [⁠f⁠]                      |
| ꡥ       | gg              | unbekannt, eventuell [⁠ʔ⁠] |
| ꡦ       | ee              | [⁠e⁠]                      |
| ꡧ       | w               | [⁠w⁠]                      |
| ꡨ       | y               | [⁠j⁠]                      |

Zu dieser Tabelle noch einige Anmerkungen:
- Die Buchstaben ꡖ - sowie ꡝ ' haben keine eigene Aussprache, und werden je nach Sprache zu unterschiedlichen Zwecken benutzt. Im Mongolischen werden die Buchstaben als eine Art Vokalträger verwendet, da beide Zeichen alle Vokale tragen können (das ꡝ ' außerdem noch den inhärenten Vokal a). In tibetischen und Sanskrit-Inschriften wird das ꡖ - benutzt, um einen langen Vokal zu markieren, das ꡝ ' wird wie im Mongolischen verwendet. In chinesischen Inschriften werden die beiden Buchstaben aus etymologischen Gründen am Silbenanfang geschrieben.
- Der Buchstabe ꡥ gg wird zwar in den zeitgenössischen Zeichenlisten aufgeführt, es gibt aber keine erhaltene Inschrift, die dieses Zeichen benutzt. Aus der Positionierung des Zeichens im Alphabet lässt sich schließen, dass dieses Zeichen einen Laut darstellt, der im Tibetischen nicht vorkam. Eine These besagt, dass es sich dabei um den Glottisschlag handelt, der in der persischen Sprache vorkommt und durch das Schriftzeichen ع dargestellt wird. Da es keine erhaltenen Inschriften gibt, in denen Persisch in Phagpa-Schrift geschrieben wird, lässt sich diese These weder beweisen noch widerlegen.[5]

## Zusätzliche Zeichen
Die Phagpa-Schrift kennt auch einige zusätzliche Zeichen. Diese sind zwar nicht in den zeitgenössischen Zeichenlisten aufgeführt, werden aber in Inschriften verwendet, wie der Sanskrit-Inschrift auf der Chinesischen Mauer. Sie werden benötigt, um Sanskrit- und tibetische Texte originalgetreu darzustellen.
- Die Zerebrale aus dem Sanskrit ṭ, ṭh, ḍ und ṇ werden wie im Tibetischen gebildet, indem die entsprechenden dentalen Konsonanten gespiegelt werden. Dadurch befindet sich jedoch auch der Verbindungsstrich auf der anderen Seite, was dazu führt, dass nachfolgende Vokale oder der Konsonant ꡜ h gespiegelt werden müssen, damit sie ebenfalls den Verbindungsstrich auf der anderen Seite haben. (Das ꡡ o wird nicht gespiegelt, da es achsensymmetrisch ist.)
Der Zerebral ṣ, der ebenfalls im Sanskrit vorkommt und auch in die tibetische Schrift übernommen wurde, ist in der Phagpa-Schrift nicht belegt. Dies kann daran liegen, dass der gespiegelte Konsonant ꡚ sh genauso aussieht wie das ꡖ -.[5]
- Die zwei Konsonanten r entsprechen jeweils dem untergesetzten und dem übergesetzten r aus der tibetischen Schrift, und werden entsprechend verwendet.
- Das Chandrabindu entspricht im Sanskrit sowohl dem dortigen Chandrabindu als auch dem Anusvara. Es stellt sowohl die Nasalierung eines Vokals als auch einen nasalen Konsonanten dar. Anders als alle anderen Phagpa-Zeichen wird es stets am Anfang einer Silbe geschrieben.

| Zeichen | Transliteration | Lautwert          |
| ------- | --------------- | ----------------- |
| ꡩ       | tt              | [⁠ʈ⁠]               |
| ꡪ       | tth             | [ʈʰ]              |
| ꡫ       | dd              | [⁠ɖ⁠]               |
| ꡬ       | nn              | [⁠ɳ⁠]               |
| ꡱ       | r               | [⁠r⁠]               |
| ꡲ       | r               | [⁠r⁠]               |
| ꡳ       | ^               | siehe Anmerkungen |

## Satzzeichen
Zur Zeit der Yuan-Dynastie wurden nur selten Satzzeichen verwendet. Wenn sie verwendet wurden, wurden sie meist aus der mongolischen oder chinesischen Schrift übernommen.
In Tibet wurden jedoch eigene Satzzeichen entworfen, die den tibetischen Satzzeichen entsprechen. Die zwei Zeichen ꡶ und ꡷ entsprechen dem tibetischen shad und werden entsprechend verwendet: das erste Zeichen wird verwendet, um einen Satz abzuschließen, das zweite Zeichen wird verwendet, um einen Abschnitt oder Vers abzuschließen. Die Zeichen ꡴ und ꡵ sind dem tibetischen yig mgo angelehnt und werden als Kopfzeichen am Anfang eines Textes verwendet.

## Verwandtschaft zum Hangeul
Der US-amerikanische Koreanologe Gari Keith Ledyard entwickelte die These, dass die Hangeul-Grundsymbole aus der Phagpa-Schrift abgeleitet sind.
| siehe nebenstehende Beschreibung | obere Zeile: Die Phagpa-Buchstaben k, t, p, s und l und ihre Hangeul-Entsprechungen k, t, p, ts und l. untere Zeile: In der Phagpa-Schrift sind die Zeichen für w, v und f vom Buchstaben h mit darunter gestelltem w abgeleitet; die Hangeul-Entsprechungen sind vom Buchstaben p und seinen Ableitungen mit einem darunter gestellten Kreis gebildet. |

## Unicode
Die Phagpa-Schrift ist ab Unicode 5.0 in den Codepoints U+A840 bis U+A877 kodiert (siehe Unicode-Block Phagspa).
| U+   | 0 | 1 | 2 | 3 | 4 | 5 | 6 | 7 | 8 | 9 | A | B | C | D | E | F |
| ---- | - | - | - | - | - | - | - | - | - | - | - | - | - | - | - | - |
| A840 | ꡀ | ꡁ | ꡂ | ꡃ | ꡄ | ꡅ | ꡆ | ꡇ | ꡈ | ꡉ | ꡊ | ꡋ | ꡌ | ꡍ | ꡎ | ꡏ |
| A850 | ꡐ | ꡑ | ꡒ | ꡓ | ꡔ | ꡕ | ꡖ | ꡗ | ꡘ | ꡙ | ꡚ | ꡛ | ꡜ | ꡝ | ꡞ | ꡟ |
| A860 | ꡠ | ꡡ | ꡢ | ꡣ | ꡤ | ꡥ | ꡦ | ꡧ | ꡨ | ꡩ | ꡪ | ꡫ | ꡬ | ꡭ | ꡮ | ꡯ |
| A870 | ꡰ | ꡱ | ꡲ | ꡳ | ꡴ | ꡵ | ꡶ | ꡷ |   |   |   |   |   |   |   |   |